# Thelma Nohemí Fuentes
Thelma Nohemí Fuentes (* 20. August 1992) ist eine Leichtathletin aus Guatemala, die im Weit- und Dreisprung an den Start geht. Aktuell ist sie Inhaberin der Landesrekorde in beiden Disziplinen.

## Sportliche Laufbahn
Erste internationale Erfahrungen sammelte Thelma Nohemí Fuentes im Jahr 2011, als sie bei den Panamerikanischen Juniorenmeisterschaften in Miramar mit 5,49 m den siebten Platz im Weitsprung und gelangte im Dreisprung mit 11,89 m auf Rang sechs. 2013 gewann sie bei den Zentralamerikaspielen in San José mit 11,53 m die Bronzemedaille im Dreisprung hinter ihrer Landsfrau Ana Lucía Camargo und Ana María Martínez aus Panama. Zudem belegte sie im Weitsprung mit 5,28 m den sechsten Platz. Anschließend siegte sie mit 11,76 m bei den Leichtathletik-Zentralamerikameisterschaften 2013 in Managua im Dreisprung und sicherte sich im Weitsprung mit 5,39 m die Bronzemedaille. 2014 belegte sie bei den Leichtathletik-Zentralamerikameisterschaften 2014 in Tegucigalpa mit 5,19 m den vierten Platz im Weitsprung und gewann im Dreisprung mit 12,32 m die Bronzemedaille, wie auch mit der guatemaltekischen 4-mal-100-Meter-Staffel in 52,90 s. Im Jahr darauf gewann sie bei den Leichtathletik-Zentralamerikameisterschaften 2015 in Managua mit 12,33 m die Silbermedaille im Dreisprung und belegte mit 4,97 m den vierten Platz im Weitsprung. 2017 schied sie bei der Sommer-Universiade 2017 in Taipeh mit 12,05 m in der Vorrunde im Dreisprung aus und gewann anschließend bei den Leichtathletik-Zentralamerikameisterschaften 2017 in Managua mit 13,00 m die Silbermedaille. 2018 siegte sie mit 6,36 m und 13,15 m im Weit- und Dreisprung bei den Leichtathletik-Zentralamerikameisterschaften 2018 in Guatemala-Stadt. Anschließend belegte sie bei den Zentralamerika- und Karibikspielen 2018 in Barranquilla mit 13,48 m den achten Platz im Dreisprung und erreichte im Weitsprung mit 6,12 m auf Rang zehn.
2019 gewann sie bei den Leichtathletik-Zentralamerikameisterschaften 2019 in Managua mit 5,92 m die Silbermedaille im Weitsprung und siegte mit 13,05 m im Dreisprung. Im Jahr darauf siegte sie mit 13,56 m bei den Leichtathletik-Zentralamerikameisterschaften 2020 in San José und gewann mit 5,99 m die Silbermedaille im Weitsprung hinter der Panamaerin Natalie Aranda. 2021 siegte sie mit 12,96 m erneut bei den Leichtathletik-Zentralamerikameisterschaften 2021 ebendort und gewann mit 5,29 m erneut die Silbermedaille im Weitsprung. Im Jahr darauf siegte sie mit 6,02 m und 13,30 m bei den Leichtathletik-Zentralamerikameisterschaften 2022 in Managua und sicherte sich in der 4-mal-100-Meter-Staffel die Bronzemedaille. Anschließend belegte sie bei den NACAC-Meisterschaften 2022 in Freeport mit 5,85 m den achten Platz im Weitsprung und gelangte mit 12,62 m auf Rang sechs im Dreisprung. 2023 siegte sie mit 6,07 m und 13,40 m bei den Leichtathletik-Zentralamerikameisterschaften 2023 in San José gelangte anschließend bei den Zentralamerika- und Karibikspielen 2023 in San Salvador mit 13,04 m auf Rang sieben. Im November wurde sie bei den Panamerikanischen Spielen 2023 in Santiago de Chile mit 12,66 m Siebte im Dreisprung.
In den Jahren von 2021 bis 2023 wurde Fuentes guatemaltekische Meisterin im Dreisprung sowie 2022 und 2023 im Weitsprung.

## Persönliche Bestleistungen
- Weitsprung: 6,36 m (+0,4 m/s), 14. Juli 2018 in Guatemala-Stadt (Landesrekord)
  - Weitsprung (Halle): 5,94 m, 8. Februar 2019 in Houston (Landesrekord)
- Dreisprung: 13,72 m (0,0 m/s), 23. Juni 2018 in San Salvador (Landesrekord)
  - Dreisprung (Halle): 13,28 m, 8. Februar 2019 in Houston (Landesrekord)